# با مادو جاني
با مادو جاني (بالإنجليزية: Pa Modou Jagne)‏ (26 ديسمبر 1989 ببانجول في غامبيا - ) هو لاعب كرة قدم غامبي في مركز الهجوم. شارك مع منتخب غامبيا تحت 20 سنة لكرة القدم ومنتخب غامبيا لكرة القدم. أما مع النوادي، فقد لعب مع نادي سانت غالن ونادي سيون وGambia Ports Authority FC ‏ ونادي ويل.

## وصلات خارجية
- با مادو جاني على موقع الاتحاد الدولي (مؤرشف)  (الإنجليزية)
- با مادو جاني على موقع قاعدة بيانات كرة القدم.إي يو (الإنجليزية)
- با مادو جاني على موقع ناشيونال فوتبول تيمز (الإنجليزية)
- با مادو جاني على موقع Soccerway.com (الإنجليزية)
- با مادو جاني على موقع عالم كرة القدم.نت (الإنجليزية)
- با مادو جاني على موقع AS.com (الإسبانية)